# 60 Dywizjon Rakietowy Obrony Powietrznej

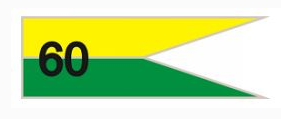
Proporczyk na beret

60 Wieliszewski dywizjon rakietowy Obrony Powietrznej im. gen. dyw. Gustawa Konstantego Orlicz-Dreszera – samodzielny pododdział Wojsk Obrony Przeciwlotniczej Sił Powietrznych.
Dywizjon stacjonował w m. Olszewnica Stara w gminie Wieliszew, podporządkowany był dowódcy 3 Warszawskiej Brygady Rakietowej OP; powstał w roku 1970. 31 grudnia 2011 dywizjon został rozformowany.

## Historia
W ramach systematycznego rozwoju Wojsk Obrony Powietrznej Kraju, w roku 1970 został wprowadzony na ich uzbrojenie nowy typ sprzętu rakietowego – Przeciwlotniczy Zestaw Rakietowy NEWA S-125 wyposażony w rakiety 5W72U. W celu wzmocnienia obrony powietrznej stolicy, powiększono ówczesną 3 Łużycką Dywizję Artylerii Rakietowej o cztery nowe, wyposażone w ten typ sprzętu jednostki, które powstały na bazie rozwiązywanego w tym samym czasie 16 samodzielnego pułku artylerii OPK. Jedną z nowo utworzonych jednostek była Jednostka Wojskowa 2361 w Olszewnicy Starej. Formowanie jednostki rozpoczęło się w styczniu 1970. Kadra zawodowa wywodziła się z rozwiązywanego 16 pa OPK i pozostałych, już istniejących jednostek 3 Dywizji oraz absolwentów Szkół Oficerskich. W czerwcu 1970 roku ukazuje się rozkaz dowódcy 1 Korpusu OPK Nr 011 ustalający obsadę etatową jednostki, wyznaczając m.in. mjr. dypl. Jana Gawrysiaka na stanowisko dowódcy.
W lipcu 1970 jednostka przejęła nowy sprzęt i przebazowała się na lotnisko 1 pułku lotnictwa myśliwskiego w Warszawie.
Decyzją nr 157/MON Ministra Obrony Narodowej z dnia 19 maja 2005 ustalono święto dywizjonu na 4 czerwca.
2 czerwca 2005 roku na placu przed ratuszem Urzędu Gminy w Wieliszewie odbyło się uroczyste wręczenie sztandaru ufundowanego przez społeczność Gminy Wieliszew.
Decyzją Ministra Obrony Narodowej nr 237/MON/PSSS z 3 sierpnia 2005 wprowadzono odznakę pamiątkową 60 dywizjonu rakietowego Obrony Powietrznej.
Decyzją nr 203/MON Ministra Obrony Narodowej z dnia 29 maja 2006 dla upamiętnienia zasług w służbie dla Ojczyzny gen. dyw. Gustawa Konstantego Orlicz-Dreszera dywizjon otrzymał jego imię.
3 lipca 2007 decyzją nr 238/MON Ministra Obrony Narodowej z 25 maja 2007 dywizjon otrzymał nazwę wyróżniającą Wieliszewski.
6 czerwca 2008 decyzją nr 285/MON Ministra Obrony Narodowej dywizjon otrzymał proporczyk na beret.
Decyzją MON nr Z-5/Org./P1 z dnia 28 stycznia 2011 roku oraz wykonawczym rozkazem Dowódcy Sił Powietrznych nr PF-95 z dnia 31 marca 2011 roku jednostkę rozformowano 31 grudnia 2011 roku.

## Struktura organizacyjna
- dowództwo i sztab
- bateria dowodzenia
- bateria radiotechniczna
- bateria techniczna
- bateria startowa (S-125 Newa SC)
- bateria przeciwlotnicza (S-60, PKM-Z)

## Dowódcy dywizjonu
- 1970–1972 – mjr Jan Gawrysiak
- 1972–1980 – kpt. Stanisław Amanowicz
- 1980–1986 – kpt. Zygmunt Salata
- 1986–1988 – mjr Ryszard Olenderek
- 1988–1991 – ppłk Andrzej Kułakowski
- 1991–1993 – mjr Wiesław Poławski
- 1993–1994 – ppłk Jerzy Mormol
- 1994–1997 – kpt. Piotr Jankowski
- 1997–1998 – kpt. Krzysztof Drelak
- 1998–2001 – mjr Krzysztof Walczewski
- 2001–2004 – ppłk Waldemar Nowicki
- 2004–2008 – ppłk Robert Stachurski
- 2009–2011 – ppłk Jarosław Wasilewski